# Västlig kronsångare
Västlig kronsångare (Phylloscopus occipitalis) är en asiatisk bergslevande fågel i familjen lövsångare inom ordningen tättingar.

## Utseende
Västlig kronsångare är en medelstor till stor (11-13 cm) lövsångare med långt ögonbrynsstreck och dubbelt vingband och hjässband på huvudet. Ovansidan är grågrön, undersidan gråvit. Både vingband och hjässband är mindre iögonfallande än hos liknande mindre kronsångaren.

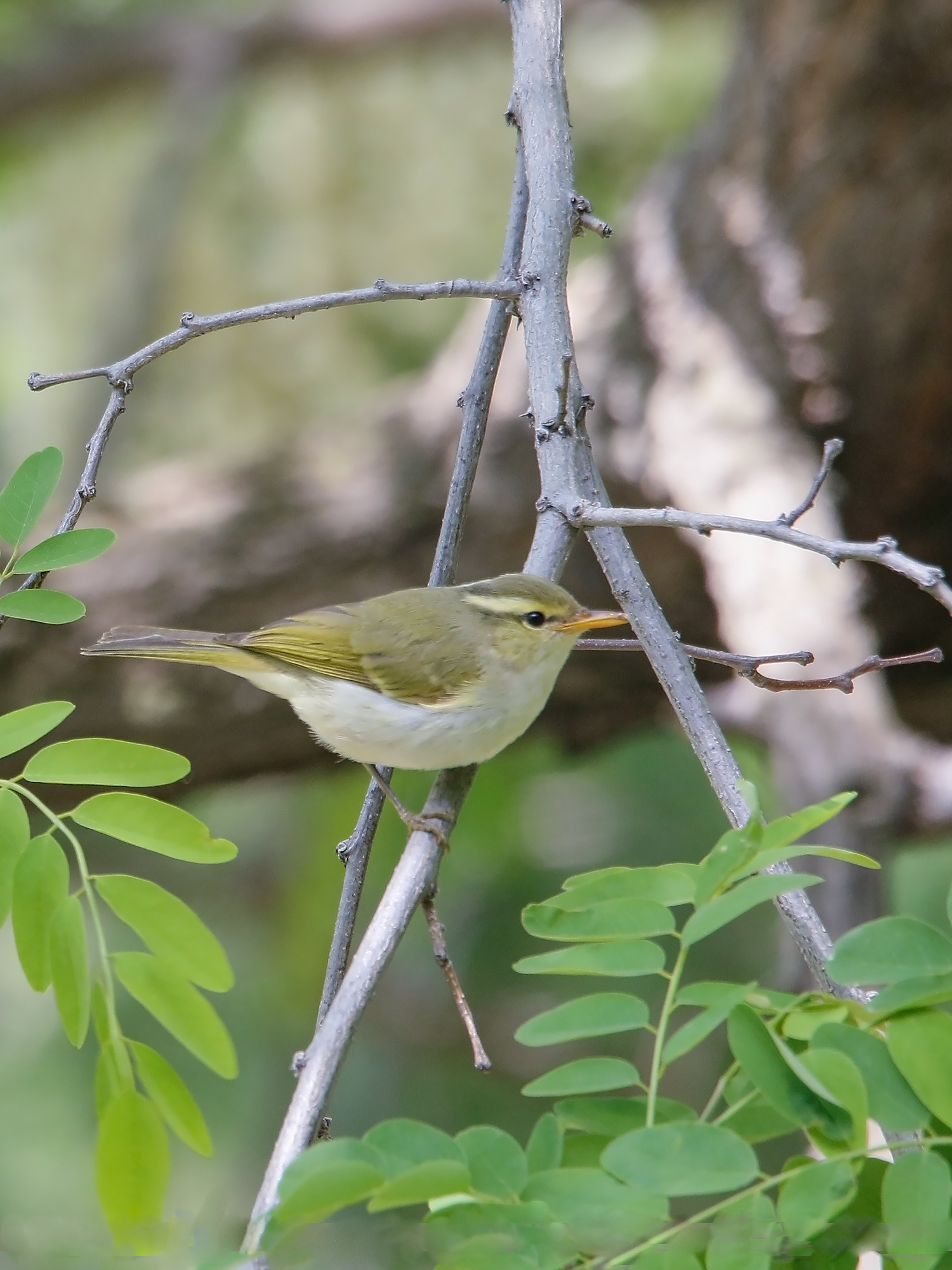

## Utbredning och systematik
Fågeln häckar i bergstrakter i östra Afghanistan och Kashmir, och övervintrar i Indien. Den behandlas som monotypisk, det vill säga att den inte delas in i några underarter. Arten är nära släkt med mindre kronsångare (P. reguloides), dock ej särskilt nära östlig kronsångare (P. coronatus).

### Släktestillhörighet
DNA-studier visar att släktet Phylloscopus är parafyletiskt gentemot Seicercus. Dels är ett stort antal Phylloscopus-arter närmare släkt med Seicercus-arterna än med andra Phylloscopus (bland annat västlig kronsångare), dels är inte heller arterna i Seicercus varandras närmaste släktingar. Olika taxonomiska auktoriteter har löst detta på olika sätt. De flesta expanderar numera Phylloscopus till att omfatta hela familjen lövsångare, vilket är den hållning som följs här. Andra flyttar bland andra västlig kronsångare till ett expanderat Seicercus.

### Familjetillhörighet
Lövsångarna behandlades tidigare som en del av den stora familjen sångare (Sylviidae). Genetiska studier har dock visat att sångarna inte är varandras närmaste släktingar. Istället är de en del av en klad som även omfattar timalior, lärkor, bulbyler, stjärtmesar och svalor. Idag delas därför Sylviidae upp i ett antal familjer, däribland Phylloscopidae. Lövsångarnas närmaste släktingar är familjerna cettior (Cettiidae), stjärtmesar (Aegithalidae) samt den nyligen urskilda afrikanska familjen hylior (Hyliidae).

## Levnadssätt
Västlig kronsångare häckar i granskog, blandskog och lövskog på 2100-3200 meters höjd. Den lever mestadels av små leddjur, bland annat flugor, små skalbaggar, spindlar och dagsländor. Fågeln häckar mellan maj och juli.

## Status och hot
Arten har ett stort utbredningsområde, men tros minska i antal, dock inte tillräckligt kraftigt för att den ska betraktas som hotad. Internationella naturvårdsunionen IUCN listar arten som livskraftig (LC).  Världspopulationen har inte uppskattats men den beskrivs som vanlig och vida spridd.